# Antonio de Solís y Rivadeneyra
Antonio de Solís y Rivadeneyra (Alcalá de Henares, 18 de julio de 1610 - Madrid, 19 de abril de 1686) fue un escritor español de la escuela de Calderón, cronista de Indias. 

## Biografía
Era hijo de Juan Gerónimo de Solís Ordóñez, natural de Torralba, diócesis de Cuenca, y de Mariana (o Ana María) de Rivadeneyra y de la Vega, de la imperial ciudad de Toledo. Según el autor de la anónima "Vida de don Antonio de Solís..." que precede a sus Varias poesías..., quizá el editor Juan de Goyeneche, fue niño superdotado. Estudió en Alcalá y Salamanca retórica, filosofía y cánones, aunque ya entonces se daba a los versos y al teatro, y desde los veintiséis años ciencias morales y políticas. Encontró a un generoso mecenas y protector en el VII Conde de Oropesa, Duarte de Toledo y Portugal, Virrey de Navarra y luego de Valencia, a quien sirvió además de secretario. Para festejar en Pamplona el natalicio del su heredero en el título, Manuel Joaquín Álvarez de Toledo y Portugal, escribió la comedia Eurídice y Orfeo en esa ciudad en 1642. Felipe IV le honró haciéndole oficial de su Secretaría de Estado, pero desechó el cargo y lo transfirió a un allegado. La reina madre, sin embargo, volvió a darle ese cargo y le hizo además Cronista Mayor de Indias. Solís, ya con cincuenta y siete años, fue ordenado sacerdote, haciendo amigos en la Compañía de Jesús, en particular Diego Jacinto de Tebar. Fue miembro de la Congregación de Esclavos de Nuestra Señora del Destierro, en cuya capilla del Convento de Santa Ana está enterrado, y se apartó de composiciones profanas. Incluso se negó a escribir autos sacramentales para la villa de Madrid al fallecer Pedro Calderón de la Barca.
Escribió su primera comedia con 17 años, con el título Amor y obligación. Siguió el magisterio de Pedro Calderón de la Barca y presenta artificiales escenas de amor como este, pero posee cierta inclinación satírica y costumbrista ajena a su modelo y un lenguaje más llano. Su teatro es de tono satírico, especialmente en temas de amor, cuya causa examina en términos objetivos y en ocasiones cínicos, a diferencia de la tradición caballeresca de la comedia áurea española. Esto fue muy celebrado en el siglo posterior a su muerte, cuando su obra se prefería a la de otros clásicos. Obras suyas son La Gitanilla de Madrid, Un bobo hace ciento, El doctor Carlino. Su más célebre obra teatral es El Amor al uso, comedia ágil y divertida, de gran éxito en su día y traducida a varios idiomas (L'Amour a la Mode por Scarron). También escribió poesía de estilo gongorino, tanto sagrada como profana, y cartas. Tradujo y adaptó junto con Pedro Calderón de la Barca Il pastore Fido de Giovanni Guarini.
Como historiador se le recuerda por su Historia de la conquista de México, población y progresos de la América septentrional, conocida con el nombre de Nueva España (1684),  la cual se inspira en relatos previos de Cortés, López de Gómara y Bernal Díaz. La narración resulta artificiosa y erudita, debido quizá a que el autor nunca estuvo en América, a diferencia de cronistas anteriores. Como vate, dejó obra mística, versos burlescos, diversas loas y obras de circunstancias.

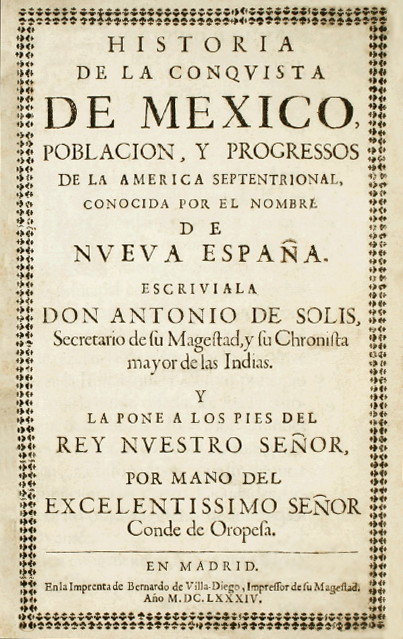
Historia de la conquista de México. Primera edición de 1684, publicada en Madrid.

Escribió además gran número de Cartas (BAE, XIII) y Juan de Goyeneche recopiló su obra en verso en Poesías sagradas y profanas, que dejó escritas (aunque no juntas, ni retocadas) Don Antonio de Solís y Ribadeneyra (1692). 
Fue capellán de la congregación de Nuestra Señora del Destierro. En 1667 fue ordenado sacerdote y se retiró a la vida contemplativa.

## Obra teatral
- Amor y obligación (1626)
- El amor al uso (1640)
- Eurídice y Orfeo (1643)
- Amparar al enemigo (1651)
- El alcázar del secreto (1651)
- Un bobo hace ciento (1651)
- Las amazonas (1655)
- La gitanilla de Madrid (1656)
- Triunfos de amor y fortuna (1657)
- El doctor Carlino

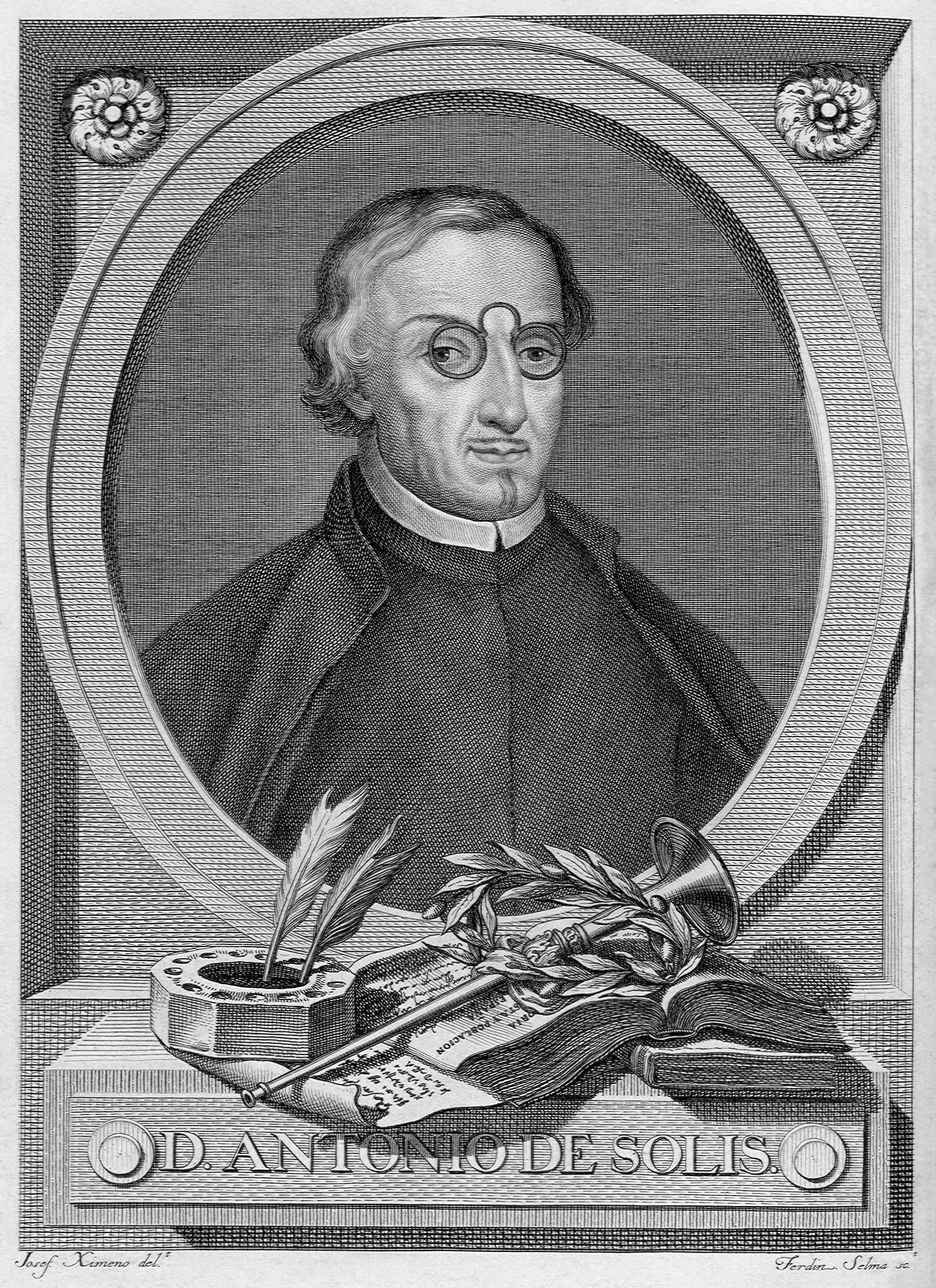
Antonio de Solís, grabado de Fernando Selma por dibujo de José Jimeno para la edición de Antonio Sancha de la Historia de la conquista de México, 1783.

- Entremés del casado sin saberlo (1659)

- Traducción y adaptación de El Pastor Fido de Giovanni Guarini (con Pedro Calderón de la Barca)